# Pauline af Württemberg (1877-1965)
 For alternative betydninger, se Pauline af Württemberg. (Se også artikler, som begynder med Pauline af Württemberg)
Prinsesse Pauline af Württemberg (tysk: Prinzessin Pauline Olga Helene Emma von Württemberg; født19. december 1877, død 7. maj 1965) hun var den eneste datter efter kong Wilhelm 2. af Württemberg, hun var i mange år regional direktør i den vestlige del af Tyskland for Røde Kors.